# Xystrota roseicosta
Xystrota roseicosta là một loài bướm đêm trong họ Geometridae.